# 初日の出アニメスペシャル
初日の出アニメスペシャル（はつひのでアニメスペシャル）は、かつて読売テレビが元日の早朝から、OVAやアニメーション映画を放送したテレビ番組。
声優のこやまきみこは、この番組が役者を志すキッカケになったと話している。

## 放送された主な作品
- ダロス
- トップをねらえ!
- メガゾーン23
- 究極超人あ〜る
- 炎トリッパー
- 笑う標的
- ザ・超女
- 傷追い人